# Bluecasting
Door middel van bluecasting krijgen gebruikers van een device zoals een telefoon of PDA met Bluetooth ingeschakeld automatisch content zoals clips, mini-ads etc. aangeboden, zodra zij in de buurt zijn van speciaal ontwikkeld plasmascherm of multi-mediazuil. De telefoon moet dan wel als 'waarneembaar' voor andere devices ingesteld staan. 
Rockgroep Coldplay, gebruikte Bluecasting voor het lanceren van hun nieuwe album X&Y.
Bluecasting is een vorm van narrowcasting.